# Base ortogonal
En matemàtiques, en particular en àlgebra lineal, una base ortogonal d'un espai vectorial V amb producte escalar és una base de V els vectors de la qual són ortogonals 2 a 2. Si els vectors d'una base ortogonal són normalitzats, es diu que és base ortonormal.
Qualsevol base ortogonal es pot utilitzar per definir un sistema de coordenades ortogonals. Les bases ortogonals (no necessàriament ortonormals) són importants a causa del seu aspecte de coordenades ortogonals curvilínies en espais Euclidians, així com en varietats Riemannianes i pseudo-Riemannianes.

## Definició ampliada

### Ortogonalitat
Siguin {\displaystyle e_{1}} i {\displaystyle e_{2}} dos vectors d'un espai prehilbertià {\displaystyle X} (un espai vectorial amb producte interior). Aquests vectors són ortogonals entre sí si el seu producte interior és nul:{\displaystyle e_{1}\perp e_{2}\Longleftrightarrow \langle e_{1},e_{2}\rangle =0}

### Base ortogonal
Un conjunt {\displaystyle \{e_{i}\}=\{e_{1},\ldots ,e_{n}\}} de vectors de {\displaystyle X} és una base ortogonal de {\displaystyle X} si els vectors {\displaystyle e_{1},\ldots ,e_{n}} són ortogonals entre sí dos a dos,
{\displaystyle \langle e_{i},e_{j}\rangle =0\qquad {\text{per a}}\qquad i\neq j}
i qualsevol vector {\displaystyle x\in X} es pot escriure com a combinació lineal de {\displaystyle e_{1},\ldots ,e_{n}}:
{\displaystyle x=\sum _{i=1}^{n}c_{i}e_{i}=c_{1}e_{1}+\ldots +c_{n}e_{n}}on {\displaystyle c_{1},\ldots ,c_{n}} són constants.

### Base ortonormal
Una base ortonormal de {\displaystyle X} és una base ortogonal {\displaystyle \{e_{i}\}} de {\displaystyle X} que està formada per vectors, tals que la seva norma és igual a la unitat, {\displaystyle ||e_{i}||=1}, és a dir:
{\displaystyle \langle e_{i},e_{j}\rangle =\delta _{ij}=\left\{{\begin{aligned}&0\quad {\text{per a}}\quad i\neq j\\&1\quad {\text{per a}}\quad i=j\end{aligned}}\right.}